# Chryses
Crise (in latino Chryses) è una cothurnata dello scrittore romano Marco Pacuvio di cui restano solo pochi frammenti, da cui si deduce che la tragedia narra le vicende di Oreste, Ifigenia e di Pilade, suo amico.

## Trama
La trama della tragedia, di cui restano solo 39 versi, è ricostruibile da Igino .
Oreste e Pilade hanno portato via Ifigenia e la statua di Diana dalla Tauride, secondo il mito raccontato da Euripide. Un bel vento li porta a Sminte (isola sconosciuta) dove abitava Crise il vecchio, un sacerdote di Apollo, padre di Astinome (Criseide), che, una volta schiava di Agamennone, era stata riportata da lui incinta a Crise. Quando nacque suo figlio, Criseide lo aveva chiamato Crise il Giovane e aveva detto che il padre del bambino era Apollo.
Oreste e Pilade bramano la protezione di Crise il giovane contro il loro inseguitore, Toante, re di Tauride. Crise, dopo un rifiuto, cede quando apprende da Criseide che Oreste e Ifigenia erano figli di Agamennone, e che questi era suo padre. Con l'aiuto del re di Sminte, Oreste uccide Toante e con Pilade e Ifigenia arriva sano e salvo a Micene.